# Édouard Bovet
Édouard Bovet (14 de septiembre de 1797 - 25 de octubre de 1849) fue un relojero suizo, fundador de la empresa Bovet Fleurier.

## Primeros años
Édouard Bovet nació en 1797 en Fleurier, en el cantón de Neuchâtel. Era hijo del artesano Jean Frédéric Bovet. Aunque el sello de "Ginebra" es un distintivo prácticamente obligatorio para los relojes suizos de mayor precio, los relojes de Bovet llevaron tradicionalmente el nombre de "Fleurier". Bovet se crio en este pueblo del Val-de-Travers, situado al oeste de Neuchâtel. La relojería fue introducida allí entre 1730 y 1740 por David Vaucher, probablemente un alumno de Daniel Jeanrichard. El número de relojeros en el Val-de-Travers creció rápidamente en la primera mitad del siglo XIX, especialmente a partir del momento en el que la fabricación artesanal de piezas textiles de encaje, que había dado trabajo a un tercio de los habitantes del valle, fue sustituida por la producción a un coste mucho menor en Francia y Flandes mediante las máquinas ideadas por Jacquard.
En los años siguientes nacieron cuatro hijos y una hija más. Tras completar su aprendizaje como relojero, Edouard Bovet y dos de sus hermanos se trasladaron en 1814 a Londres, que en aquel entonces era el centro del ensamblaje y el comercio de relojes.

## Carrera

### 1818-1830
Bovet encontró trabajo en la empresa Magniac, que lo envió a la ciudad china de Cantón en 1818 como reparador de relojes. Por aquel entonces, Cantón era el único puerto chino que toleraba la presencia de comerciantes y hombres de negocios procedentes de Europa, los llamados "bárbaros pelirrojos". El negocio de fabricar relojes de bolsillo de lujo en Suiza para exportarlos a China fue un éxito rotundo.
El floreciente comercio de relojes con China impulsó a Bovet a fundar su propia empresa en 1822, y creó una sociedad colectiva con sus dos hermanos en Londres y el hermano más joven que se había quedado en Fleurier. Poco tiempo después, todos los relojes con una maquinaria de primera clase y un exterior elegante eran conocidos en China simplemente como "Bovet". La ornamentación con perlas y las pinturas en miniatura con esmalte realizadas en Ginebra de los relojes Bovet garantizaban una estética de primera clase a precios que, en contraste con los exagerados importes de los relojes de lujo de la época, eran asequibles al menos para las clases altas.
Durante años, los relojes Bovet se consideraban un activo valioso en China, y se aceptaban como pago en todas partes. El movimiento a menudo estaba finamente grabado y cincelado y se podía ver a través de una cubierta de vidrio en la parte posterior. El segundero central (que saltaba cada segundo, como en los relojes de cuarzo modernos), era una especialidad de la firma. Bovet adaptó su producción a la tradición china de hacer regalos de objetos valiosos (estatuas, jarrones, caballos e incluso concubinas) de dos en dos. Así, a menudo, podía vender dos relojes idénticos al mismo tiempo: si uno fallaba, había otro a mano, a pesar de que a los pintores de esmaltes de Bovet les resultaba muy difícil pintar dos miniaturas idénticas que fueran imágenes especulares entre sí.

### Regreso a Fleurier
Edouard Bovet regresó a Fleurier en 1830, acompañado de su hijo de cuatro años de madre china, Edouard-Georges. En aquella época, era costumbre que los comerciantes europeos en China tomaran una esposa "temporal" durante su estancia en el país oriental. Si de esta relación nacían hijos, el padre asumía la responsabilidad de criarlos. Como republicano ferviente, Bovet se unió a la fallida revolución de Neuchâtel contra el gobierno de Prusia en 1831. La casa que sus hermanos le habían construido en Fleurier según sus instrucciones escritas desde China quedó vacía. Bovet tuvo que exiliarse a la localidad francesa de Besanzón, donde continuó fabricando relojes con la ayuda de otros relojeros suizos expatriados.

## Legado
Los hermanos y sobrinos de Edouard Bovet, todos ellos accionistas de la empresa, se aseguraron de que las piedras angulares del imperio Bovet en Fleurier, Londres y Cantón siguieran prosperando. Una vez que la situación política volvió a la normalidad, en 1840, la empresa se volvió a registrar como Bovet Frères et Cie. El capital social ascendía por entonces a un millón de francos. Edouard Bovet murió en 1849, pero vivió lo suficiente como para presenciar el triunfo de la república y la retirada de los prusianos de Suiza el año anterior. La sucesión dentro de la empresa se resolvió satisfactoriamente y la producción para China continuó. En 1855, Bovet recibió una medalla de oro en la Exposición Universal de París por un par de relojes absolutamente idénticos encargados por el emperador chino.
Dos generaciones más tarde, los Bovet dirigían una floreciente empresa comercial suizo-china y ya no estaban interesados en la relojería. El nombre se vendió varias veces y se relanzó en 1994. Los relojes Bovet actuales están inspirados en sus precursores de lujo del siglo XIX, y sus relojes de muñeca tienen semejanzas con los clásicos relojes de bolsillo.